# Still Cruisin'
Still Cruisin', album som gavs ut i augusti 1989 av The Beach Boys. Albumet var gruppens trettionde LP.
Efter att låten "Kokomo" (från filmen Cocktail) något otippat blivit en hit världen över beslöt bandet att ge ut ett album med nyligen inspelade låtar kompletterade med en del gamla hits. Brian Wilsons enda bidrag var låten "In My Car", som egentligen var en sololåt där Carl Wilson och Al Jardine lagt till sångpålägg.
Av de övriga nya låtarna hämtades "Make It Big" och "Still Cruisin'" från filmerna Troop Beverly Hills resp. Dödligt vapen 2, "Island Girl" var i det närmaste ett solobidrag från Al Jardine, "Wipe Out" var en nyligen utgiven singel i samarbete med rapgruppen The Fat Boys (som överraskande hade tagit sig upp på amerikanska singellistans 2:a-plats två år innan), medan "Somewhere Near Japan" var ett samarbete med John Phillips, precis om i fallet med "Kokomo".
Dessutom inkluderades de gamla hitsen "I Get Around" (från All Summer Long), "Wouldn't It Be Nice" (från Pet Sounds) samt "California Girls" (från Summer Days (And Summer Nights!!)) som utfyllnad. Samtliga dessa hade då nyligen använts i filmer.
Albumet nådde Billboard-listans 46:e plats.

## Låtlista
Singelplacering i Billboard inom parentes. Placering i England=UK 
1. Still Cruisin' (Mike Love/Terry Melcher) (#93)
2. Somewhere Near Japan (Bruce Johnston/Mike Love/Terry Melcher/John Phillips)
3. Island Girl (Alan Jardine)
4. In My Car (Brian Wilson/Eugene E. Landy/Alexandra Morgan)
5. Kokomo (Mike Love/Scott McKenzie/Terry Melcher/John Phillips) (#1, UK #25)
6. Wipe Out (Bob Berryhill/Pat Connolly/Jim Fuller/Ron Wilson) (#12)
7. Make It Big (Mike Love/Bob House/Terry Melcher)
8. I Get Around (Brian Wilson/Mike Love)
9. Wouldn't It Be Nice (Brian Wilson/Tony Asher)
10. California Girls (Brian Wilson/Mike Love)